# Mój śliczny kucyk
Mój śliczny kucyk – opowiadanie Stephena Kinga. Utwór opublikowano po raz pierwszy w 1988 roku w limitowanej edycji z ilustracjami Barbary Kruger. W 1993 roku utwór wszedł w skład zbioru Marzenia i koszmary.

## Treść
Starszy mężczyzna, chorujący na serce, rozmawia ze swoim wnukiem na wzgórzu, wśród opadających jabłoni. Ofiarowuje chłopcu zegarek kieszonkowy. Następnie poucza go o upływającym czasie.

## Adaptacje filmowe
- 2009: My Pretty Pony  – amerykański film krótkometrażowy (reż. Mikhail Tank)
- 2017: My Pretty Pony  – amerykański film krótkometrażowy (reż. Luke Jaden)
- 2017: Kucyk  – polski film krótkometrażowy (reż. Maciej Barczewski)